# Calymmodesmus falcatus
Calymmodesmus falcatus är en mångfotingart som beskrevs av Loomis 1959. Calymmodesmus falcatus ingår i släktet Calymmodesmus och familjen Stylodesmidae. Inga underarter finns listade i Catalogue of Life.